# TT320
A tumba TT320 (também denominada DB320) está situada junto a Deir Elbari, na necrópole de Tebas, defronte a Luxor, Egito. Foi um esconderijo extraordinário que continha os restos de múmias e o equipamento fúnebre de mais de cinquenta faraós, rainhas, familiares e de vários nobres.

## Utilização da tumba

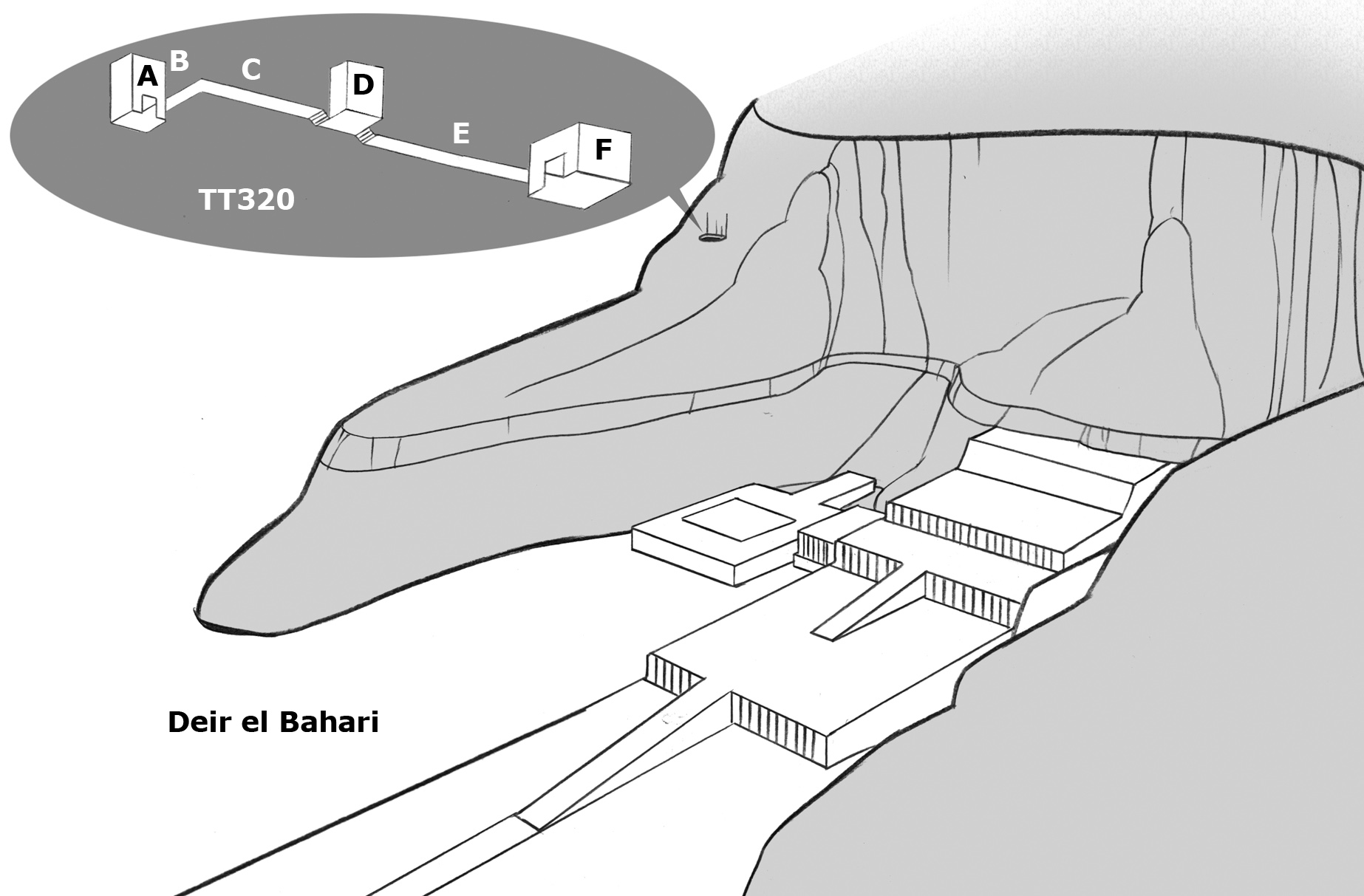
Localização da TT320 em Deir Elbari

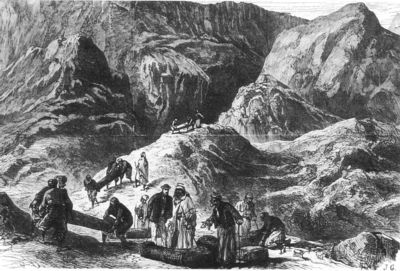
Translado dos restos descobertos na tumba

A tumba foi construída para o sumo sacerdote de Amon Pinedjem II, suas esposas Isetenjebe e Nesjons e outros membros de sua família. Pinedjem II morreu ca. 969 a.C., durante uma época de declínio do poder egípcio, o Terceiro Período Intermediário. Neste tempo as tumbas de dinastias anteriores eram vulneráveis ao saque e muitas múmias reais foram trasladadas para este local a fim de protegê-las.

## Descobrimento
A tumba foi descoberta em 1860 por uma família local, a de Abdel Raçul, que a manteve oculta vendendo parte dos objetos no mercado negro de antiguidades. As investigações dirigidas pelo egiptólogo Gaston Maspero localizaram a fonte destes artigos em 1881, e encarregaram Émile Brugsch de uma inspeção urgente da tumba. Realizada em apenas 48 horas, não foram feitas fotos nem anotações e, em consequência, grande parte de sua condição foi perdida.

## Lista de múmias
- Aotepe II
- Amósis-Hentempete
- Amósis-Hentimeu
- Amósis-Inhapi
- Amósis-Nebeta
- Amósis-Nefertari
- Amósis-Sapair
- Sitamón (filha de Amósis)
- Sitecamés
- Amenófis I
- Amósis I
- Bakt
- Dyedptahiufanj
- Duathathor-Henuttauy
- Hatexepsute (restos do conjunto funerário)
- Isetenjebe
- Maatkara-Mutemhat
- Masaharta
- Merimose (Vice-rei do Cuxe)
- Nebseni
- Nesjons
- Nesitanebetashru
- Nodymet
- Paheripedyet
- Pediamun
- Pinedjem I
- Pinedjem II
- Rai
- Ramessés I
- Ramessés II
- Ramessés III
- Ramessés IX
- Seniu
- Sekenenré Taá
- Seti I
- Siamón
- Siese
- Sutymose
- Tayuheret
- Tetixeri
- Tutemés I
- Tutemés II
- Tutemés III
- Upmose
- Upuautmose

e outras oito múmias não identificadas.